# Kessel (Einheit)
Kessel war ein Gewichtsmaß für Steinkohle in den englischen Bergwerken.
- 1 Kessel = 7 Metzen plus 10 Maßel (Wiener) = etwa 470 Kilogramm